# Semnopithèque de Phayre
Trachypithecus phayrei
Espèce
Statut de conservation UICN

 EN A2cd : En danger
Statut CITES
Le Semnopithèque de Phayre (Trachypithecus phayrei) est une espèce en danger qui fait partie des Primates d'Asie du Sud-Est. Ce singe est un semnopithèque de la famille des Cercopithecidae.

## Nomenclature
Son nom commémore l'officier et naturaliste britannique Arthur Purves Phayre (en) (1812-1885).

## Répartition

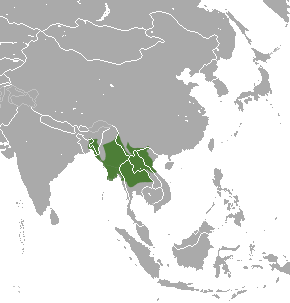
Répartition (en vert) du Semnopithèque de Phayre en Asie du Sud-Est

On rencontre cette espèce dans l'est du Bangladesh, le sud ouest de la Chine (Yunnan), au nord est de l'Inde (Assam, Mizoram, Tripura), au Laos, en Birmanie, en Thaïlande et au Viet Nam du nord (Groves 2001).

## Liste des sous-espèces
Selon Mammal Species of the World (version 3, 2005)  (27 mars 2011) :
- sous-espèce Trachypithecus phayrei crepuscula
- sous-espèce Trachypithecus phayrei phayrei
- sous-espèce Trachypithecus phayrei shanicus

Selon NCBI (27 mars 2011) :
- sous-espèce Trachypithecus phayrei crepusculus
- sous-espèce Trachypithecus phayrei phayrei

En 2020, Le Musée d'Histoire Naturelle de Londres a constaté que les deux sous-espèces de Trachypithecus phayrei sont génétiquement assez différentes pour constituer deux espèces à part entière et on peut y ajouter une troisième espèce, le langur de Popa, découverte en 2020.